# Вторично-электронный умножитель
Вторично-электронный умножитель (ВЭУ, англ. electron multiplier) — электронное устройство для усиления (умножения) потока электронов на основе вторичной электронной эмиссии. ВЭУ либо входит в состав некоторых электровакуумных приборов (фотоэлектронного умножителя, электронно-оптического преобразователя, ряда передающих электронно-лучевых приборов — диссекторов, суперортиконов и других, а также приёмно-усилительных ламп (6В1П и 6В2П и некоторые экспериментальные, нестандартные и мелкосерийные лампы), фотоэмиссионных рентгеновских трубок), либо представляет собой самостоятельный электровакуумный прибор, служащий для непосредственной регистрации электромагнитного излучения (в диапазоне волн 0,1 — 100 нм) или частиц (например, электронов с энергиями до 10 — 20 кэВ). Такие приёмники выполняемые без оболочки или имеющие незащищённое (открытое) входное окно, называются ВЭУ открытого типа. Их используют в установках, работающих в условиях естественного вакуума (при космических исследованиях), и в высоковакуумных измерительных устройствах (сканирующих электронных микроскопах, масс-спектрометрах и др.) при давлениях обычно не более 10−3 Па.
В зависимости от конструкции ВЭУ делятся на две основные группы: с дискретными динодными системами, в которых электронные потоки умножаются на отдельных электродах — динодах, причём потенциалы динодов в таких ВЭУ повышаются скачкообразно, и с распределёнными (непрерывными) динодными системами в которых электронные потоки умножаются вдоль поверхностей с непрерывным изменением потенциала (каналовый электронный умножитель, микроканальные пластины и др.). В зависимости от фокусировки электронных потоков различают умножительные системы с электростатической фокусировкой, получившие наибольшее распространение, и системы, работающие в скрещённых электрических и магнитных полях.